# 曹恩齐
曹恩齐（1995年11月26日—），本名曹思达，中國男演员，出生于北京市，毕业于中央音乐学院钢琴系。電視劇代表作為《你好，旧时光》飾演陈桉。

## 演藝歷程
2017年，与欧阳娜娜、林允、郭俊辰等接受时尚娱乐杂志《智族GQ》的专访；1月，与闫妮、邹元清、吴大维、耿乐共同出演出演都市温情轻喜剧电影《我是你妈》正式进入演艺圈，在片中饰演赵小艺的高中初恋刘星 ；5月，青春校园网络剧《你好，旧时光》開機，在劇中饰演默默守护女主角余周周的暖心大哥哥陈桉而收獲不少粉絲。
2018年5月，客串出演由张超、李婷婷主演的青春时代治愈爱情剧《独家记忆》饰演韓國人氣偶像鄭涵暢；同月，院線电影《我是你妈》在中國上映；8月10日，芒果TV主持团成长奋斗综艺节目《哥哥别闹啦》播出，憑藉聰明才智再次引起注意並成功成为预备主持团成员；9月，與郭采洁、张国柱等共同主演由亦舒原著小说改编电影《喜宝》開機，饰演心靈脆弱並與父親愛上同一女子的可憐人物勖聪恕；11月8日，主演的網絡劇《你好，旧时光》在爱奇艺首播。
2019年1月14日，客串出演的《独家记忆》在爱奇艺播出；5月，與郭濤、楊子姗、楊穎共同担任主演的騰訊網絡劇《摩天大樓》開機，飾演鍾美寶的弟弟鋼琴家顏俊 ；7月，與关晓彤、卜冠今、李庚希、董思怡、金世佳、牛骏峰等合作主演由黎志执导和上海柠萌影视等出品的电视剧《二十不惑》，饰演路然；12月，客串出演由李一桐、金晨、张超、紀李等主演的當代都市電視劇《了不起的女孩》，在片中饰演陸可和沈思怡的高中同學韓淮。

## 影視作品

### 電視劇
| 首播   | 劇名             | 角色           | 備註               |
| 2018年 | 你好，旧时光     | 陈桉           |                    |
| 2019年 | 独家记忆         | 鄭涵暢         | 網絡劇             |
| 2020年 | 二十不惑         | 路然           |                    |
| 2020年 | 了不起的女孩     | 韓淮           |                    |
| 2020年 | 摩天大楼         | 顏俊           | 網絡劇             |
| 2022年 | 反转人生         | 姜海           | 網絡劇             |
| 2022年 | 开学吧，博仁少年 | 秦俊豪         | 網絡劇             |
| 2023年 | 我遲到了那麼多年 | 丁冉           | 網絡劇             |
| 2023年 | 心跳             | 白宴           | 網絡劇             |
| 2023年 | 闪耀的她         | 大學丁寧       | 網絡劇             |
| 2023年 | 很想很想你       | 風雅頌         |                    |
| 2024年 | 成為我的家人吧   | 吳子律、吳子悠 | 網路短劇           |
| 2025年 | 以她之名         | 路司南         | 網絡劇             |
| 2025年 | 花海             | 陳長寧         | 網絡劇，2021年拍攝 |
| 待播   | 翻转人生         | 盛元州         | 網路短劇           |
| 待播   | 表妹万福         | 朱瞻圻         |                    |

### 電影
| 上映   | 劇名       | 角色   | 備註 |
| 2018年 | 我是你妈   | 刘星   |      |
| 2020年 | 喜宝       | 勖聪恕 |      |
| 2024年 | 全员嫌疑人 | 黃木子 |      |

## 綜藝作品
| 年份   | 名稱                                       | 集數               | 備註           |
| 2018年 | 《哥哥别鬧啦 》                            |                    | 預備主持團成員 |
| 2020年 | 《名偵探學院 第三季》                      |                    | 學院成員       |
| 2021年 | 《明星大侦探 第六季》                      | 第三期             | 甄才子         |
| 2021年 | 《了不起的藝能》                           | 第四十五期         | 參演嘉賓       |
| 2021年 | 《名偵探學院 第四季 》                     |                    | 學院成員       |
| 2021年 | 《密室大逃脫》特別企劃（京東618京奇探秘夜) |                    | NPC            |
| 2021年 | 《名偵探學院 第五季》                      | 第12-17期          | 學院成員       |
| 2022年 | 《開始推理吧 》                            |                    | 曹陽光         |
| 2022年 | 《歡迎來到蘑菇屋》                         | 第5期              | 參演嘉賓       |
| 2022年 | 《密室大逃脫 第四季大神版》                | 第3-4期、第12-14期 | 嘉賓           |
| 2022年 | 《少年圆鱼洲》                             | 全集               | 嘉賓           |
| 2022年 | 《名偵探學院 第六季》                      | 第1-2期            | 學院成員       |
| 2023年 | 《密室大逃脫 第五季大神版》                | 第1-2、7-10、13期  | 嘉賓           |
| 2023年 | 《名偵探學院 第七季》                      | 全集               | 學院成員       |
| 2023年 | 《跳進地理書的旅行 第二季》                | 全集               | 常駐嘉賓       |
| 2024年 | 《全员加速中·对战季》                      | 第3-11期           | 常驻嘉賓       |
| 2024年 | 《跳進地理書的旅行 第三季》                | 全集               | 常駐嘉賓       |
| 2025年 | 《名偵探學院 第八季》                      | 全集               | 常駐嘉賓       |

## 音樂作品
| 發表日期 | 曲目           | 演唱者                                                               | 備註                             |
| 2023年   | 南波万的聚会   | 蒲熠星、郭文韜、齊思鈞、何運晨、曹恩齊、唐九洲、石凱                 | 《名偵探學院》第六季主題曲       |
| 2023年   | 要做就做南波萬 | 火樹、郭文韜、齊思鈞、蒲熠星、何運晨、曹恩齊、唐九洲、黃子弘凡、石凱 | 《名偵探學院》第七季主題曲       |
| 2023年   | 跳進明天的旅程 | 火樹、郭文韜、齊思鈞、蒲熠星、何運晨、曹恩齊、唐九洲、石凱           | 《跳進地理書的旅行》第二季主題曲 |
| 2024年   | Blue Memo      | 曹恩齊                                                               | 2024生日會首彈                   |
| 2024年   | 當你照亮我     | 曹恩齊                                                               | 2024生日會首唱                   |